# ستيفن تي والثر
ستيفن تي والثر (بالإنجليزية: Steven T. Walther)‏ هو محامي أمريكي، ولد في 18 يوليو 1943 في رينو في الولايات المتحدة.

## وصلات خارجية
- ستيفن تي والثر على موقع إن إن دي بي (الإنجليزية)